# Гербовник Михаила Щербатова
Гербовник Михаила Щербатова — книга (гербовник) получившая название по имени герольдмейстера князя М. М. Щербатова.
В 1775 году по заданию Военной коллегии был составлен новый (по сравнению со Знаменным гербовником Миниха) знаменный гербовник. Основную работу по составлению гербовника взял на себя герольдмейстер князь М. М. Щербатов. Поэтому гербовник получил в литературе название «Гербовник Щербатова». В Гербовнике содержались изображения 35 гербов для знамён новых полков, с их описанием.

## Список изображений, содержащихся в гербовнике
| №  | Название               | Герб | Описание |
| -- | ---------------------- | ---- | --- |
| 1  | Ахтырский              |      | В голубом поле, золотый, четвероконечный крест и, золотое же, сияние, в виде полусолнца. |
| 2  | Белорусский            |      | Щит пересечен, в верхнем золотом поле выходящий государственный орел, в нижнем «погоня» |
| 3  | Болгарский             |      | Щит, с серебряной полосой, диагонально разделенный на две части; из них в верхней, зелёной, изображены три золотые креста, а в нижней, красной — три серебряные полумесяца. |
| 4  | Венгерский             |      | Подобный предъидущему [то есть вверху выходящий двуглавый орёл], только в нижней части горизонтальныя полосы: четыре красныя и четыре серебряныя; |
| 5  | Воложский              |      | Щит, у коего верхняя часть одинаковая с предъидущим гербом [то есть вверху выходящий двуглавый орёл], а в нижней, серебряной, изображен чёрный ворон |
| 6  | Далмацкий              |      | Сходный с Украинским, только в нижней половине три серебряныя головы, с золотыми коронами |
| 7  | Днепровский            |      | Щит, диагонально разделенный надвое, белою, с голубым, полосою, изображающею реку Днепр. В верхней половине, на красном поле, золотый крест; а в нижней, на чёрном поле, серебряный полумесяц; |
| 8  | Донецкий               |      | Голубой щит, разделенный на-двое, белой полосою, означающею реку Донец. В верхней части изображены, накрест-лежащия, сабли и копье, а в нижней — кисть красного винограда, с зелёным листом. |
| 9  | Екатеринбургский       |      | «В зелёном поле серебряное стропило острием вверх, обремененное пятью чугунными ядрами; над стропилом располагались три золотые лозы рудоискателя с ветвями вниз; а под ним — золотая кирка рукояткою вниз». |
| 10 | Елисаветградский       |      | В зелёном поле, на чёрной земле, белая или серебряная башня, с зубцами и с белым флагом, на коем изображен золотый вензель Императрицы Елисаветы Петровны, основательницы крепости Св. Елисаветы. |
| 11 | Изюмский               |      | В золотом поле три грозди винограда (позднее стал городским гербом). |
| 12 | Иллирический           |      | Щит, одною поперечною и одною продольною, или горизонтальною, чертами, разделенный на три части: в верхней, на золотом поле, изображена верхняя половинка чернаго, двуглаваго, Российскаго орла; в одной из нижних, в серебряном поле, представлен чёрный же одноглавый орел; с короною, клювом, ожерельем и лапами золотыми; остальная часть испещрена, в виде шахматной доски, серебряными и красными четвероугольниками |
| 13 | Кинбурнский            |      | В золотом поле, две зеленыя ветви, связанныя фиолетовою лентою, а внутри их красный крест, на серебряном полулунии. |
| 14 | Колывано-Воскресенский |      | В зелёном поле, четыре куска или штуфа золотой и пять серебряной руды, по три и в три ряда расположенные; над средним штуфом серебряный циркуль. |
| 15 | Луганский              |      | В зелёном поле, девять белых или серебряных фигур, наподобие роз, в три ряда расположенныя. |
| 16 | Македонский            |      | В красном поле, серебряный щит, с разными украшениями, и под ним, две на-крест лежащия, деревянныя стрелы, с золотыми остреями. |
| 17 | Моздокский             |      | На зелёном поле, две крестообразно-положенные, серебряные стрелы и, между ими, четыре, серебряныя же, кисти винограда. |
| 18 | Молдавский             |      | Подобный предъидущему [то есть в верхней части выходящий двуглавый орёл], только нижняя часть вся красная, с изображением золотой воловьей головы. |
| 19 | Острогожский           |      | В зелёном щите золотой пшеничный сноп (позднее стал городским гербом). |
| 20 | Оренбургский           |      | В золотом щите лазуревый волнистый пояс, в верхнем поле выходящий государственный орел, в нижнем лазуревый вольный косой крест. |
| 21 | Полоцкий               |      | Шит рассечен, в правом золотом поле выходящий государственный орел, в левом «Погоня». |
| 22 | Полтавский             |      | Подобный установленному, в 1730 году, для Полтавскаго Гарнизоннаго полка, то есть щит, разделенный на четыре части, из коих в верхней, красной, две, крестообразно-положенныя шпаги; в нижней, голубой, золотая пирамида; в левой, белой, на зелёной земле, красное знамя, с Государственным гербом и, внутри его, вензелевым Именем Императора Петра I; в правой, белой же, на зелёной земле, пальмовое дерево.           |
| 23 | Ревельский             |      | В золотом щите три лазуревых леопарда. «Сей герб есть тот, который город Ревель употребляет». |
| 24 | Свияжский              |      | Подобный утверждённому в 1731 году: на голубом поле деревянный, укрепленный город, и, подле него, стоящие на воде суда и плавающие рыбы. |
| 25 | Семипалатинский        |      | В щите семь (3, 1, 3) крепостных башен. |
| 26 | Сербский               |      | Подобный Украинскому [в верхней части выходящий двуглавый орёл], только нижняя часть вся серебряная и, на ней, две, на-крест-лежащия сабли, с золотыми ефесами, а в образуемых ими углах четыре гусарские кивера, чернаго цвета. |
| 27 | Сумской                |      | В серебряном щите три (2,1) сумы (позднее стал городским гербом). |
| 28 | Славянский             |      | В золотом поле, рука, в латах, выходящая из облаков и держащая саблю. |
| 29 | Таганрогский           |      | Шит пересечен, в верхнем поле значок и корабельный руль, в нижнем схематическое изображение редута. |
| 30 | Тульский               |      | В красном поле, два крестообразно, положенные, шпажные клинка, остреями вверх; на них серебряный, ружейный ствол, а вверху и внизу по золотому молотку. |
| 31 | Украинский             |      | Щит пересечен, в верхнем поле выходящий государственный орел, в нижнем скрешенные бунчук и булава. |
| 32 | Харьковский            |      | В зелёном щите скрещенные кадуцей и рог изобилия (позднее стал городским гербом). |
| 33 | Херсонский             |      | В красном поле, на зелёной земле, золотый крест (осьмиконечный). |
| 34 | Черноярский            |      | Серебряное поле, разделенное надвое голубою, извивистою полосою: одна половина вся белая, а в другой каменная скала. |
| 35 | Ядринский              |      | В щите положенные на стропило три черных ядрас. |